# فرودگاه بیکوف
فرودگاه بیکوف (به روسی: Аэропорт Быково) فرودگاهی عمومی واقع در شهر مسکو کشور روسیه است. این فرودگاه در ۳۵ کیلومتری جنوب غرب مسکو و در بزرگراه ریازان قرار دارد.